# Рокецкий, Леонид Юлианович
Леони́д Юлиа́нович Роке́цкий (род. 15 марта 1942 года, с. Носов Подгаецкого района Тернопольской области УССР) — российский государственный деятель, председатель исполкома Тюменского областного Совета народных депутатов (1990—1991), глава администрации Тюменской области (1993—1997), губернатор Тюменской области (1997—2001). Заслуженный строитель Российской Федерации (1999). Лауреат Государственной премии Российской Федерации (1999).

## Биография

### Ранняя биография
Родился в селе Носов Подгаецкого района Тернопольской области в крестьянской семье, был старшим среди четырёх братьев.
После окончания школы и техникума работал в родном селе киномехаником. В ноябре 1962 года был призван на службу в Советскую Армию. Службу проходил в Куйбышеве. После армии учился в Львовском политехническом институте по специальности инженер-электромеханик (1966—1970).
В 1966 году в составе студенческих отрядов попал в Сургут. После получения диплома был приглашён в систему Миннефтегазстроя. Стал специалистом нефтегазовой отрасли, последовательно пройдя такие ступени карьерного роста, как мастер, инженер, главный инженер и управляющий трестом «Сургутгазстрой» (1970 — 1980).

### Партийная карьера
С 1982 года работал первым заместителем председателя, а потом председателем Сургутского горисполкома. В апреле 1990 года был избран председателем Тюменского облисполкома, депутатом Тюменского областного совета, членом обкома КПСС.
В августе 1991 года поддержал Бориса Ельцина, в ноябре стал первым заместителем главы администрации Тюменской области.
12 декабря 1993 года был избран депутатом Совета Федерации Федерального Собрания Российской Федерации. В Совете Федерации был членом Комитета по делам Федерации, Федеративному договору и региональной политике.

### Во главе Тюменской области
С января 1993 года — и. о., а с 12 февраля — глава администрации Тюменской области. Занимался реформой местного самоуправления, сельского хозяйства, проблемой единства области — сложносоставного субъекта федерации, в который входят независимые северные округа (Ханты-Мансийский и Ямало-Ненецкий).
12 января 1997 года избран губернатором Тюменской области. В том же году стал членом Политсовета партии «Наш дом — Россия». В 2000 году перешёл в партию «Единство». 14 января 2001 года проиграл выборы Сергею Собянину.

### После губернаторства
Ещё до того, как проиграть выборы губернатора, 2 сентября 2000 был назначен членом президиума Государственного совета Российской Федерации.
30 января 2001 вошёл в состав Государственного совета Российской Федерации на персональной основе, оставаясь при этом членом президиума Госсовета до 12 марта 2001.
8 июня 2001 года стал представителем Таймырской (Долгано-Ненецкой) окружной Думы в Совете Федерации. Полномочия продлены 25 февраля 2005 года. В феврале 2007 года сложил полномочия в связи с ликвидацией Таймырского (Долгано-Ненецкого) автономного округа.

## Награды и звания
- Орден «За заслуги перед Отечеством» IV степени (29 июля 2002) — за большой вклад в социально-экономическое развитие северных регионов России и активную законотворческую деятельность[5]
- Орден Дружбы народов (27 августа 1994) — за большой вклад в реализацию экономических реформ и активную работу по укреплению российской государственности[6]
- Государственная премия Российской Федерации в области науки и техники (29 сентября 1999) — за разработку и внедрение комплекса новых научно-технических решений и технологий для сооружения нулевого цикла нефтегазовых объектов в сложных условиях Западной Сибири[7]
- Заслуженный строитель Российской Федерации (2 марта 1999) — за заслуги в области строительства и многолетний добросовестный труд[8]
- Благодарность Президента Российской Федерации (12 августа 1996) — за активное участие в организации и проведении выборной кампании Президента Российской Федерации в 1996 году[9]
- Благодарность Президента Российской Федерации (12 апреля 2004) — за активное участие в законотворческой деятельности[10]
- Звание «Почётный гражданин Тюменской области» (25 июня 2020) — за выдающиеся заслуги в общественной и государственной деятельности, а также за личный вклад в развитие Тюменской области[11]

## Леонид Рокецкий в искусстве
Является одним из ключевых персонажей романа Виктора Строгальщикова «Слой» (1996):

Лузгин знал, насколько осторожен и недоверчив, даже подозрителен в своих контактах губернатор, слишком долго для фигуры такого масштаба ходивший на вторых ролях и наконец ставший первым. За последние два года он очень вырос как политик, научился общаться с прессой и говорить с людьми на понятном им языке, прибавил юмора и задиристости, но за внешним добродушием и эдакой показной мужичьей хитроватостью маячил жёсткий и умелый администратор, профессионал аппаратной игры, никому до конца не верящий и ничего на веру не принимающий.